# Pterogorgia anceps
Pterogorgia anceps är en korallart som först beskrevs av Peter Simon Pallas 1766.  Pterogorgia anceps ingår i släktet Pterogorgia och familjen Gorgoniidae. Inga underarter finns listade i Catalogue of Life.